# Den klokaste
Den klokaste eller Kungen och den kloka kvinnan (tyska: Die Kluge) är en opera i sex scener med musik av Carl Orff och libretto av tonsättaren efter Bröderna Grimm.

## Historia

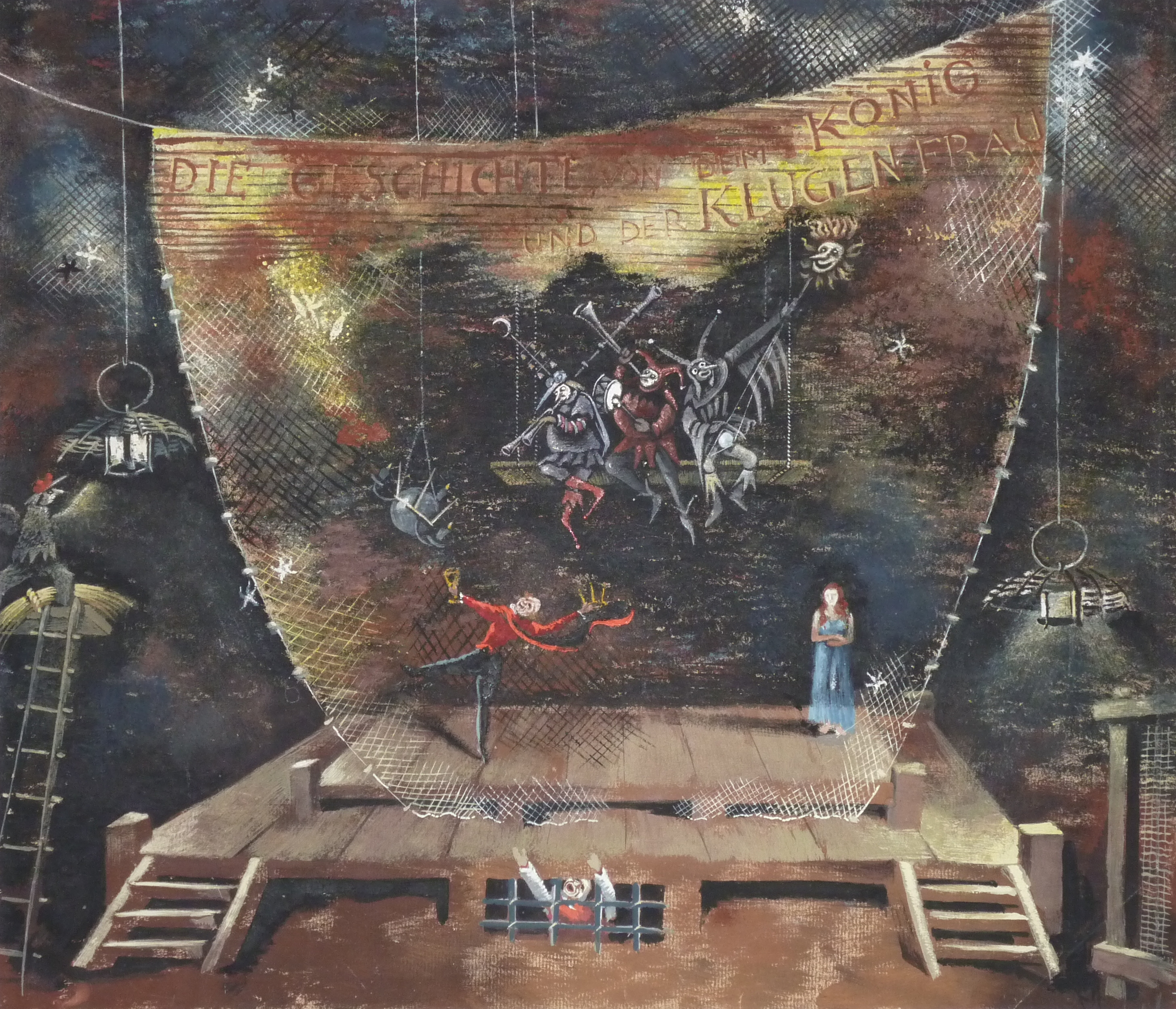
Scenbild från München 1948.

Orff började arbeta på Den klokaste omedelbart efter det att han hade avslutat Månen. Operan uruppfördes i Frankfurt am Main den 18 februari 1943 kort innan operahuset förstördes i ett flyganfall. Den svenska premiären ägde rum på Stockholmsoperan den 11 januari 1951. Det är den oftast framförda av Orffs operor.

## Personer
- Kungen (Baryton)
- Bonden (Bas)
- Bondens dotter, den kloka (Sopran)
- Fångvaktaren (Bas)
- Mannen med åsnan (Tenor)
- Mannen med mulan (Baryton)
- Tre landstrykare (Tenor, baryton och bas)

## Handling
Handlingen följer sagan och är enkel och slagkraftig. Operan framförs även som dockspel och då ska alla kostymer och masker enligt komponistens önskan vara ytterst fantasifulla.

## Kända arior
- Oh hätt’ ich meiner Tochter nur geglaubt (Bonden).
- Schuh-schuhu, es fallen dem König die Augen zu (Bondens dotter)